# Willy Zschietzschmann
Willy Zschietzschmann (* 15. Februar 1900 in Bautzen; † 4. Oktober 1976 in Gießen) war ein deutscher Klassischer Archäologe.

## Leben
Willy Zschietzschmann studierte Klassische Archäologie, Kunstgeschichte, Vorgeschichte und Klassische Philologie in Kiel, München und Leipzig. 1924 wurde er in Jena mit der Dissertation „Untersuchungen zur Gebärdensprache in der älteren griechischen Kunst“ promoviert. 1928/29 erhielt er das Reisestipendium des Deutschen Archäologischen Instituts. 1932 wurde er in Berlin habilitiert und war anschließend Privatdozent und Assistent an der Universität Berlin. Forschungsreisen führten ihn in dieser Zeit nach Griechenland, Italien, Ägypten und in den vorderen Orient. Er nahm unter anderem an Ausgrabungen in Pergamon und Athen teil.
Seit 1937 lehrte er Klassische Archäologie an der Universität Gießen, zunächst mit einem Lehrauftrag, dann bis 1945 als außerordentlicher Professor. 1939 konnte er die Lehrsammlung der Universität durch Ankäufe beträchtlich erweitern. Von 1939 bis zur Rückkehr als Schwerverwundeter 1944 stand er im Kriegsdienst. Seiner Umsicht ist es zu verdanken, dass die Sammlung von Originalen den Krieg fast verlustfrei überstand. Nach dem Krieg blieb der Lehrstuhl für Klassische Archäologie in Gießen geschlossen und Zschietzschmann war bis zur Pensionierung 1965 als wissenschaftlicher Rat mit der kommissarischen Verwaltung des Gießener Instituts betraut, danach hatte er bis 1969 einen Lehrauftrag für Griechische Architektur und Topographie. Von 1952 bis 1972 leitete Zschietzschmann zudem die Gießener Volkshochschule. Ebenfalls 1952 wurde er Präsident der Deutsch-Griechischen-Gesellschaft, Sektion Gießen. 1958 führte er Ausgrabungen am Kloster Arnsburg durch.
Seit 1966 war er ehrenhalber Alter Herr der Burschenschaft Alemannia Gießen.

## Schriften (Auswahl)
- Untersuchungen zur Gebaerdensprache in der älteren griechischen Kunst. Dissertation, Universität Jena, 1924.
- mit Helmuth Theodor Bossert: Hellas und Rom. Die Kultur der Antike in Bildern. Wasmuth, Berlin 1936, Neuauflage 1959.
- Die hellenistische und römische Kunst (= Handbuch der Kunstwissenschaft. Die antike Kunst, Band 2, 2), Akademische Verlags-Gesellschaft Athenaion, Potsdam/Berlin-Neubabelsberg 1939.
- Kunstgeschichte der Griechen und Römer. Kohlhammer, Stuttgart 1955, 2. Auflage 1957.
- Wettkampf- und Übungsstätten in Griechenland. Stadion, Palästra, Gymnasion. Eine Übersicht.
  - Band 1. Das Stadion (= Beiträge zur Lehre und Forschung der Leibeserziehung, Band 5), Hofmann, Schorndorf bei Stuttgart 1960.
  - Band 2. Palästra, Gymnasion (= Beiträge zur Lehre und Forschung der Leibeserziehung, Band 8), Hofmann, Schorndorf bei Stuttgart 1961.
- Übersetzung und Bearbeitung: Nicolas Platon: Kreta. (= Archaeologia mundi, Band 3), Nagel, München u. a. 1968.
- (Hrsg.): 800 Jahre Kloster Arnsburg. 1174-1974. Freundeskreis Kloster Arnsburg, Lich 1974.